# Congo capixaba

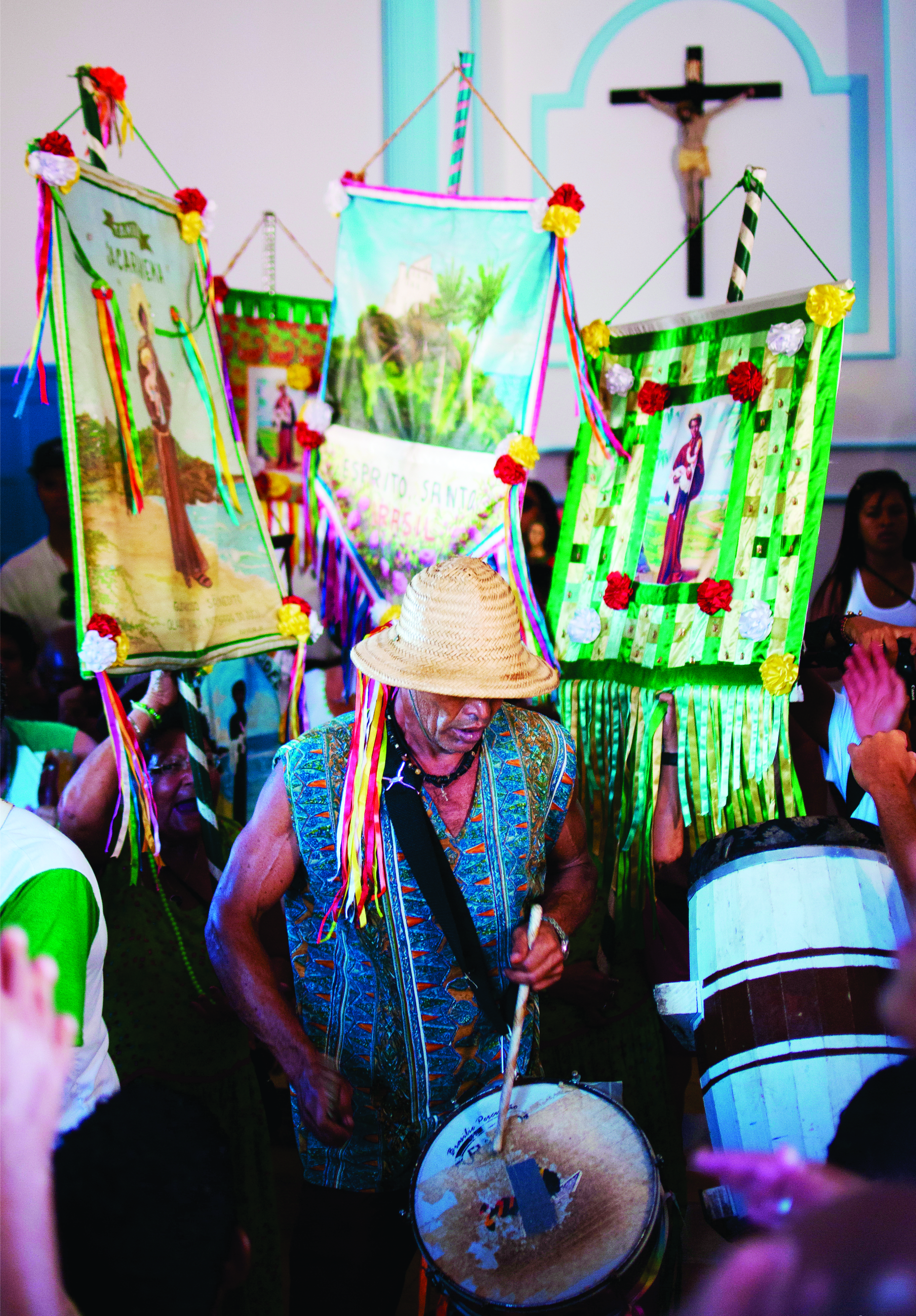
Autor: Gustavo de Azevedo

Congo capixaba é um gênero musical brasileiro, típico das regiões litorâneas do Espírito Santo.
Os principais instrumentos são o tambor de congo, bumbo ou caixa, casaca ou reco-reco, cuíca, chocalho, triângulo e apito (utilizado pelo mestre no início e término das toadas).
As toadas, na maioria das vezes, são feitas em homenagens a santos, como São Benedito e Nossa Senhora da Penha (padroeira do estado do Espírito Santo), mas também falam de temas como o mar, o amor e, às vezes, a morte.
Atualmente, além do lado religioso e folclórico, o Congo Capixaba também influencia bandas de música popular, que associam outros instrumentos musicais ao ritmo, como a guitarra e o baixo. Um exemplo é a banda Casaca. 
No Espírito Santo existem hoje 66 bandas de Congo catalogadas, em várias regiões do Estado. Um das regiões de destaque é a Barra do Jucu com três bandas famosas: banda Mestre Honório, banda Mestre Alcides e banda Tambores de Jacarenema.  
Em 2014, o Conselho Estadual de Cultura (CEC) reconheceu o Congo como Patrimônio Imaterial do Espírito Santo.